# Viminella petila
Viminella petila is een zachte koraalsoort uit de familie Ellisellidae. De koraalsoort komt uit het geslacht Viminella. Viminella petila werd in 1999 voor het eerst wetenschappelijk beschreven door Grasshoff. 